# Pero minima
Pero minima là một loài bướm đêm trong họ Geometridae.